# بريسيلا وايت
بريسيلا وايت (بالإنجليزية: Priscilla White)‏ هي طبيبة أمريكية، ولدت في 17 مارس 1900 في بوسطن في الولايات المتحدة، وتوفيت في 16 ديسمبر 1989.